# Nasolamia
Loxodon is een monotypisch geslacht van de familie van requiemhaaien (Carcharhinidae) en kent slechts 1 soort.

## Taxonomie
- Nasolamia velox (Gilbert, 1898)[3] – Witneushaai

Carcharhinus · Galeocerdo · Glyphis · Isogomphodon · Lamiopsis · Loxodon · Nasolamia · Negaprion · Prionace · Rhizoprionodon · Scoliodon · Triaenodon